# Шоугёлз
«Шоугёлз» или «Шоу-девушки» или «Шоу девушек» (англ. Showgirls) — американо-французский кинофильм 1995 года режиссёра Пола Верховена о мире шоу-бизнеса. Сюжет классической ленты «Всё о Еве» (1950) перенесён в элитные стрип-клубы Лас-Вегаса. Рекордсмен по кассовым сборам среди фильмов наиболее жёсткой прокатной категории NC-17.
Поначалу фильм получил разгромную прессу, был номинирован на премию «Золотая малина» в рекордных 13 категориях и выиграл в семи (в том числе «Худший фильм», «Худшая актриса» и «Худший актёрский дуэт»). Впервые в истории премии режиссёр присутствовал на церемонии и лично получил награду. Спустя пять лет после премьеры «Шоугёлз» был признан организаторами «Золотой малины» худшим фильмом 1990-х годов. Со временем картина стала культовым хитом американского видеопроката, а некоторые влиятельные киноведы стали превозносить её художественные достоинства.

## Сюжет
Молодая танцовщица Номи Мэлоун приезжает в Лас-Вегас, чтобы добиться успеха и проникнуть в блистающий мир ярких огней, блеска и света. Водитель, который привёз её в город, заводит её в казино и уезжает вместе со всеми её деньгами и вещами. Будучи в шоке, Номи едва не попадает под колёса проезжающего автомобиля, но её спасает девушка-афроамериканка Молли. Номи поселяется у неё. Молли работает костюмером знаменитого в городе эротического шоу в фешенебельном отеле «Stardust» («Звёздная пыль»).
Номи начинает работать стриптизёршей в стриптиз-клубе среднего уровня. У неё это получается хорошо, она пользуется успехом у посетителей и уважением других девушек и руководства.
Однажды Номи с помощью Молли попадает за кулисы шоу «Звёздной пыли» и знакомится с местной звездой Кристал Коннорс, к которой с первого разговора испытывает смешанные чувства. Кристал рассказывает Номи, как стать примой: «Когда возле тебя никого не останется, ты окажешься на вершине».
Вскоре Кристал приходит в стриптиз-клуб и покупает своему мужчине Заку Кери (он же — один из руководителей шоу) приват-танец от Номи. Номи пыталась противиться, но на танце настоял её босс. Номи принимает вызов и своим неистовым танцем доводит Зака до оргазма.
Неожиданно для себя, Номи получает приглашение на кастинг в «Stardust» и проходит его, став лучшей из более чем 100 претенденток. Работая в шоу, она ещё больше видит «изнанку» этого мира — ради карьеры, места на сцене многие готовы даже на преступление.
Вскоре Номи соблазняет Зака и проводит ночь с ним.
Во время одного из выступлений дублёрша Кристал Коннорс сильно повредила колено (под ноги её партнёра во время исполнения поддержки кинули мелкие шарики), и дублёршей, во многом под нажимом Зака, становится Номи Мэлоун. Зак попытался даже сделать Номи примой, но Кристал напустила на него адвокатов. Раздосадованная Номи после танца столкнула Кристал с лестницы, в результате та серьёзно повредила ногу. Зак призывает руководство к риску, и примой шоу становится Номи.
Вскоре в город приехал знаменитый певец Эндрю Карвер, кумир Молли. На приёме в его честь Номи знакомит Молли с певцом, тот отводит её в свой номер, где избивает и жестоко насилует вместе со своими подручными. Молли с травмами попадает в больницу.
Номи хочет вызвать полицию, но Зак её отговаривает, говоря, что они и Карвер в одной команде, так как отель заключил контракт с певцом, а Карвер под их нажимом купит Молли ателье или магазин в качестве «отступных». Номи не принимает доводов Зака. Тогда Зак высказывает ей всё, что узнала о ней служба безопасности отеля.
Настоящее имя Номи — Полли Энн Кастелло. Её отец убил её мать, девочка выросла в приюте. С отрочества она занялась преступностью, её неоднократно арестовывали за кражи, занятие проституцией, хулиганство, драки, мелкие разбои и прочие «мелочи». Но, тем не менее, Зак заявляет, что Номи, Карвер и он всё ещё в одной команде, и они будут работать вместе и делать деньги для себя и всех остальных.
Номи приходит к Карверу под видом проститутки и, оказавшись наедине с ним, выхватывает нож и жестоко избивает. Потом навещает Молли и Кристал в больнице. Бывшая прима говорит, что не держит зла и что она точно так же в своё время пролезла наверх, а также советует Номи беречься других конкуренток. В конце фильма Номи собирает свои вещи и уезжает из города, случайно сев в машину обокравшего её в начале картины водителя.

## В ролях
- Элизабет Беркли — Номи Мэлоун
- Кайл Маклахлен — Зак Кери
- Джина Гершон — Кристал Коннорс
- Джина Равера — Молли Эйбрамс
- Гленн Пламмер — Джеймс Смит
- Роберт Дави — Эл Торрес
- Алан Рачинс — Тони Мосс
- Уильям Шокли[англ.] — Эндрю Карвер
- Рена Риффель — Пенни / Хоуп
- Аль Руссо — мистер Карлман
- Лиза Бойл — Сонни
- Бобби Филлипс — Ди
- Кэрри Энн Инаба — богиня танца

После успеха «Основного инстинкта» с Верховеном хотели работать многие звёзды. Героиню Джины Гершон мечтала сыграть Мадонна, а героиню Беркли — Дрю Бэрримор и Дженни МакКарти. Пробовалась на роль Номи и двадцатилетняя Шарлиз Терон, для которой эта роль могла бы стать дебютом в кино.

## Критика
Мейнстримные критики вроде Роджера Эберта были возмущены обилием нецензурной лексики и обнажённого тела в фильме Верховена и оценили его негативно. Тогда на защиту художественных достоинств картины поднялись такие артхаусные режиссёры, как Жак Риветт и Джим Джармуш. Риветт, к примеру, назвал «Шоугёлз» одним из лучших американских фильмов последнего времени и похвалил работу актрисы Элизабет Беркли: «Как и в любом фильме Верховена, приятного тут мало: речь идёт о выживании в мире подлецов, в этом вся его философия».
Пишущие о фильме в XXI веке, как правило, отмечают смешанные чувства режиссёра-мизантропа по отношению к капиталистическим ценностям Америки (одновременно восхищение и отвращение). Дж. Розенбаум считает, что по прошествии времени «Шоугёлз» устарел меньше, чем другие коммерческие хиты того же времени. Он рассматривает фильм Верховена как «сатирическую аллегорию Голливуда и продажности», и притом как одну из самых ядовитых в истории. В его трактовке, этим фильмом Верховен бросил в лицо американским зрителям риторический вопрос: «Мы все шлюхи, не так ли?». Кинокритик Михаил Трофименков призывает посмотреть на фильм шире, в контексте не только голливудского шоу-бизнеса, но бизнеса вообще, и политического в том числе.
В псевдодокументальном фильме 1997 года «Гори, Голливуд, гори» главный герой, кинорежиссёр, возмущённый тем, как студия немилосердно обрезала его новую ленту, заявляет: Да это хуже, чем «Шоугёлз»! и желает убрать своё имя из титров.

## Кассовые сборы
Фильм выступил гораздо лучше театрального проката на VHS, DVD и Blu-ray, с заработанными 100 млн долл. на американском рынке став одним из 20 бестселлеров MGM. 26 декабря 1995 г. «Шоугёлз» вышел на VHS в двух версиях: режиссёрской с рейтингом R и рейтингом NC-17.
Шоугёлз вышли на DVD 25 апреля 2000 г. В 2004 г. MGM выпустило «V.I.P. Edition» в специальном бокс-сете, содержащем две рюмки, карточки из фильма с алкогольными играми на обороте, колодой игральных карт и плакатом с обнажённой Беркли. В повторном издании 2007 года MGM под названием «Fully Exposed Edition» фильм вышел без предметов.
15 июня 2010 г. MGM выпустило юбилейное «Sinsational Edition» к 15-летию картины в двухдисковом формате Blu-ray/DVD.
В 2016 г. фильм из оригинального негатива был восстановлен в формате 4K.